# Joaquin Pastore
Pour les articles homonymes, voir Pastore.
Pas d'image ? Cliquez ici

a Compétitions nationales et continentales officielles uniquement.

b Matchs officiels uniquement.
Joaquin Pastore, né le 8 décembre 1981 à Montevideo (Uruguay), est un joueur international uruguayen de rugby à XV jouant au poste d'ailier ou de centre.

## Carrière

### En club
- Old Boys  Uruguay

### En équipe nationale
Il a honoré sa première cape internationale en équipe d'Uruguay le 27 avril 2003 contre l'équipe du Chili.

## Palmarès
- 43 sélections en équipe d'Uruguay entre 2003 et 2009
- 6 essais (30 points)
- Sélections par année : 11 en 2003, 5 en 2004, 4 en 2005, 4 en 2006, 5 en 2007, 6 en 2008 et 8 en 2009

En Coupe du monde : 
- Coupe du monde de rugby 2003 : 4 sélections (Afrique du Sud, Samoa, Géorgie, Angleterre)